# 小山一英
小山 一英（こやま かずひで、1969年3月18日 - ）は、テレビ西日本の社員で、報道制作局報道部の記者。かつては、テレビ山口のアナウンサー。血液型はA型。

## 人物・経歴
山口県下松市出身。山口県立下松高等学校を経て東京学芸大学教育学部を卒業。大学では格闘プロレス部に所属、関東学生プロレス連盟で「ヒットマン小山」のリングネームで学生プロレスをしていた。学生プロレス時代の同期にプロレスリング・ノアのリングアナウンサー・難波信二、先輩にフリーのプロレスラー・MEN'Sテイオー、後輩に怨霊らがいる（共に東海大学）。「ヒットマン」の由来は大ファンの阿修羅・原から。
小学校と中学・高校（ともに理科）の教員免許を持ち、教員採用試験にも合格していたほどである。卒業後の1991年にテレビ山口にアナウンサーとして入社し、長く様々な分野で活動してきた。アナウンサー時代は本人曰く、中村正を師に広川太一郎をモチーフにした軽快なナレーションを持ち味とした。また、東京支社や下関支社（1995年4月〜2001年3月）への異動も経験している。
2009年にテレビ西日本の中途採用試験に合格し、同年1月末でテレビ山口を退社。翌月に移籍後、3月から記者として福岡県内の様々な報道取材にあたってきた。2011年、上司の原満幸の後任として、およそ2年ぶりにテレビキャスターとして出演した。

## 主な出演番組

### テレビ西日本
- 土曜NEWSファイル CUBE（2011年4月2日 - 9月24日）
前任の原とは違い、小山はサブキャスター。出演時のメインは長くコメンテーターとして出演していた椎葉ユウと、続投の角田華子。

### テレビ山口
- TVビデオマガジン
- おしゃべり土曜日
- テレビ山口くん
- 生活空間Do!
- tysスーパー編集局
- TYS夕やけニュース21
- TYSナウ
- 春高バレー実況
- バスケットボール・Wリーグ実況
- 山口県小学生バレーボール選手権実況
- 週末ちぐまや家族（ナレーション）
- スポーツ中継ほか